# Urad Organizacije združenih narodov na Dunaju
Urad Organizacije združenih narodov na Dunaju (UNOV) je eden od štirih glavnih uradov Organizacije združenih narodov, kjer so skupaj prisotne številne različne agencije OZN. UNOV je bil ustanovljen 1. januarja 1980 in je bil tretji tovrstni kompleks.
Poslovni kompleks se nahaja na Dunaju, glavnem mestu Avstrije, in je del Dunajskega mednarodnega centra, skupine več velikih mednarodnih organizacij, ki se neuradno imenuje tudi "mesto UNO".

## Agencije
Sedež v Dunajskem mednarodnem centru:
- Mednarodna agencija za atomsko energijo (ima poseben sporazum o statusu)
- Mednarodno informacijsko omrežje o pranju denarja
- Mednarodni odbor za nadzor nad mamili
- Pripravljalna komisija za pogodbo o celoviti prepovedi jedrskih poskusov
- Komisija Združenih narodov za mednarodno trgovinsko pravo
- Organizacija Združenih narodov za industrijski razvoj
- Urad Združenih narodov za vesoljske zadeve
- Urad Združenih narodov za droge in kriminal

Prisotnost v Dunajskem mednarodnem centru:
- Mednarodna komisija za varstvo reke Donave
- Visoki komisar Združenih narodov za begunce
- Informacijska služba Združenih narodov
- Urad Združenih narodov za projektne storitve
- Oddelek za preiskave Urada Združenih narodov za notranji nadzor
- Poštna uprava Združenih narodov
- Znanstveni odbor Združenih narodov za učinke atomskega sevanja
- Urad Združenih narodov za zadeve razoroževanja

## Obiski
Zagotovljeni so dnevni vodeni ogledi urada.

## Storitve

### Knjižnica Združenih narodov - Dunaj
Knjižnica Združenih narodov na Dunaju zagotavlja knjižnične in informacijske storitve za osebje enot OZN s sedežem na Dunaju, pa tudi za vse stalne misije na Dunaju in izbrane stranke.
Kot del svetovne mreže knjižnic Združenih narodov knjižnica sodeluje z različnimi knjižnicami Združenih narodov po vsem svetu. Knjižnica na Dunaju tesno sodeluje tudi s knjižnico Mednarodnega trgovinskega prava (UNCITRAL) in knjižnico Informacijske službe Združenih narodov (UNIS).
Zbirka knjižnice obsega:
- Gradivo v zvezi z delom enot OZN s sedežem na Dunaju
- Uradni dokumenti Združenih narodov v vseh uradnih jezikih
- Serija pogodb Združenih narodov
- Izbrane prodajne publikacije Združenih narodov
- Dokumenti drugih organizacij Združenih narodov in specializiranih agencij

Knjižnica je razvila tudi vrsto raziskovalnih vodnikov o temah, povezanih z delom organizacij Združenih narodov s sedežem na Dunaju. Ti vodniki ponujajo več informacij o delu, opravljenem na Dunaju, in poudarjajo vire za nadaljnje raziskave na teh področjih. Nekateri vodniki vključujejo tematike korupcije, preprečevanja kriminala in kazensko pravosodje ter preprečevanje terorizma.

## Kulturna dela
Dvorišča in hodnike urada Združenih narodov na Dunaju krasijo številna umetniška dela.
Perzijski znanstveni paviljon
Junija 2009 je Iran podaril paviljon uradu Združenih narodov na Dunaju, ki se nahaja na osrednjem spominskem trgu Dunajskega mednarodnega centra. Paviljon perzijskih učenjakov pri UNOV ima kipe štirih uglednih perzijskih osebnosti. Paviljon, ki poudarja perzijske arhitekturne značilnosti, krasijo perzijske umetniške oblike in vključuje kipe priznanih perzijskih znanstvenikov Avicene, Abu Rayhana Birunija, Zakarije Razija in Omarja Khayyama.